# George Wyner
George Wyner (* 20. Oktober 1945 in Boston) ist ein US-amerikanischer Filmschauspieler. Er spielte in über 200 Film- und Serienproduktionen mit.

## Karriere
George Wyner wurde in Boston, Massachusetts, geboren, wo sein Vater Edward Wyner das Ritz Carlton Hotel gründete und leitete, das in den 1950er Jahren zu den führenden Hotels in Boston gehörte. Wyners Vater starb, als sein Sohn auf die High School ging.
Wyner schloss sein Schauspiel-Studium an der Syracuse University im Jahr 1968 ab. In den frühen 1970er Jahren war er ein gefragter Charakterdarsteller. Wyner war bereits in über 100 Fernsehserien zu Gast und spielte in neun als Hauptdarsteller mit. Seine bekanntesten Rollen sind der stellvertretende Bezirksstaatsanwalt Bernstein in der Serie Polizeirevier Hill Street ab 1982, Colonel Sandfurz im Film Spaceballs (1987) und Rabbi Nachtner in A Serious Man (2009).

## Filmografie (Auswahl)

### Filme
- 1973: Der Tod kennt keine Wiederkehr (The Long Goodbye)
- 1974: Giganten am Himmel (Airport 1975)
- 1975: Lauter nette Mädchen (Smile)
- 1976: Killerhunde (Dogs)
- 1976: Die Unbestechlichen (All the President’s Men)
- 1976: Die Bären sind los (The Bad News Bears)
- 1978: Die Bären sind nicht mehr zu bremsen (The Bad News Bears Go to Japan)
- 1981: Ist das nicht mein Leben? (Whose Life Is It Anyway?)
- 1982: Ein Draufgänger in New York (My Favorite Year)
- 1983: Sein oder Nichtsein (To Be or Not to Be)
- 1985: Fletch – Der Troublemaker (Fletch)
- 1986: American Wildcats (Wildcats)
- 1987: Mel Brooks’ Spaceballs (Spaceballs)
- 1989: Fletch – Der Tausendsassa (Fletch Lives)
- 1989: Die große Herausforderung (Listen to Me)
- 1991: Boomer – Überfall in Hollywood (The Taking of Beverly Hills)
- 1997: Postman
- 1997: Im Auftrag des Teufels (The Devil’s Advocate)
- 2001: American Pie 2
- 2001: Nicht noch ein Teenie-Film! (Not Another Teen Movie)
- 2008: Superhero Movie
- 2009: A Serious Man
- 2012: Back in the Game (Trouble with the Curve)
- 2018: Intensive Care

### Fernsehen
- 1971: Männerwirtschaft (The Odd Couple, eine Folge)
- 1973: Columbo: Ein gründlich motivierter Tod (Double Exposure)
- 1975–1977: Detektiv Rockford – Anruf genügt (The Rockford Files, 4 Folgen)
- 1976–1977: Delvecchio (4 Folgen)
- 1976–1980: Quincy (Quincy M.E., 4 Folgen)
- 1978: M*A*S*H (eine Folge)
- 1978–1979: Kaz & Co (Kaz, 23 Folgen)
- 1981: Nero Wolfe (10 Folgen)
- 1982–1985: Matt Houston (19 Folgen)
- 1982–1987: Polizeirevier Hill Street (Hill Street Blues, 57 Folgen)
- 1983: At Ease (14 Folgen)
- 1984: Das A-Team (The A-Team, Folge 2x23 – Das Spiel ist aus)
- 1987–1989: She’s the Sheriff (45 Folgen)
- 1990: Alles total normal – Die Bilderbuchfamilie (True Colors, Fernsehserie, Folge 1x07 Galileo auf Abwegen)
- 1992: Noch mehr Ärger mit Jack (For Richer, for Poorer, Fernsehfilm)
- 1994: Eine schrecklich nette Familie (Married with Children, Folge 9x09 – Bundys mal zwei)
- 2003: Two and a Half Men (eine Folge)
- 2001–2013: Zeit der Sehnsucht (Days of Our Lives, 14 Folgen)
- 2006: Shameless (eine Folge)
- 2009–2011: The Mentalist (3 Folgen)
- 2011–2012: Retired at 35 (10 Folgen)
- 2013: Eine Hochzeit zu Weihnachten (Snow Bride, Fernsehfilm)
- 2014: Anger Management (Folge 2x47)
- 2014: Friends with Better Lives (Folge 1x03)
- 2015: Navy CIS (Folge 13x03)
- 2017: The Big Bang Theory (Folge 11x01)
- 2022: Reboot (Fernsehserie, 5 Folgen)
- 2024: Seattle Firefighters Staffel 7 Folge 6